# Байков Сергій Васильович
Сергій Васильович Байков (1772 — 19 липня 1848) — російський воєначальник, генерал-майор, учасник Наполеонівських війн і Російсько-турецької війни (1828—1829).

## Біографія
Народився в 1772 році в родині військового Василя Сергійовича Байкова та Анни Іванівни Байкової — вихованки обер-гофмейстера Єлагіна.
Брав участь у битвах під Гуттштадті, Гейльсбергом, Фрідландом, був нагороджений золотою зброєю «За хоробрість».
Французько-російську війну Байков зустрів у чині штабскапітана Лейб-гвардії Фінляндського полку. 19 листопада 1812 року проведений в капітани.
За Бородінську битву Байков був нагороджений орденом Святої Анни ІІ ступеня з діамантами.
При відступі французької армії з Росії авангардний загін на чолі з Байковим захопив обоз наполеонівського маршала Даву, в якому виявилися цінні документи і жезл самого маршала. Після битви під Красним 8 листопада 1812 року Байков зустрівся з фельдмаршалом Кутузовим. Той доручив Байкову відвезти в Санкт-Петербург донесення і захоплений жезл. 14 листопада в Зимовому палаці Байков передав донесення Кутузова і маршальський жезл Олександру I. Цар нагородив Байкова Георгіївським хрестом IV ступеня.
Байков брав участь в облозі фортеці Модлин, в битвах під Лютценом і Бауценом, за що і отримав орден Святого Володимира IV ступеня з бантом, а пізніше — медаль «За взяття Парижа». Потім Байков брав участь у російсько-турецькій війні (1828—1829), був важко поранений в голову й півроку лікувався в Київському госпіталі, потім знову відбув на фронт.
Командував полком і бригадою, відзначившись у боях за фортецю Сілістрія й Шумла, був нагороджений орденом Святого Володимира III ступеня і отримав звання генерал-майора.
Після війни вийшов у відставку і оселився в Києві — проживав на Печерську у власному будинку, а за річкою Либідь придбав хутір на околиці, — між сучасними Байковомим кладовищем і урочищем Протасів Яр. Цю місцевість в Києві стали іменувати Байковим хутором.
Помер С. В. Байков 19 червня 1848 року і був похований в Санкт-Петербурзі. Його маєток у Києві Микола I передав Військово-інженерному відомству.

### Пам'ять
Сьогодні в Києві його ім'ям названі: Байковий яр, Байкова гора, Байкова вулиця, Байкове кладовище.

## Сім'я
- Батько — Байков Василь Сергійович (? — 1790) — бригадир і секунд-майор лейб-гвардії Преображенського полку, кавалер ордена св. Георгія ІІІ і IV ступенів.
- Мати — Анна Іванівна.
- Брат — Семен.

## Нагороди
- Орден Святого Георгія IV ступеня